# Dasok
Dasok is een bestuurslaag in het regentschap Pamekasan van de provincie Oost-Java, Indonesië. Dasok telt 3713 inwoners (volkstelling 2010).